# Chuck Hayes
Charles Edward Hayes jr., detto Chuck (San Leandro, 11 giugno 1983), è un ex cestista statunitense, professionista nella NBA.

## Carriera
Con gli Stati Uniti ha disputato i Giochi panamericani di Santo Domingo 2003.